# Travis Warech
Travis Warech (Pine Brook (New Jersey), 5 de julio de 1991) es un jugador de baloncesto estadounidense que actualmente juega en el Hapoel Be'er Sheva B.C. de la liga israelí. Mide 1,91 metros, y juega en la posición de escolta.

## Trayectoria deportiva
Es un jugador formado a caballo entre los Saint Michael's Purple Knights y Ithaca Bombers. Tras no ser elegido en el Draft de la NBA de 2013, Warech comenzó su carrera profesional en Alemania, donde jugaría durante tres temporadas en las filas del Oettinger Rockets Gotha, MHP RIESEN Ludwigsburg, SC Rasta Vechta y Hamburg Towers.
En julio de 2017, Travis firmó con  Maccabi Ashdod para la temporada 2017-18.